# ZoomInfo
ZoomInfo Technologies Inc. ist ein Software- und Datenunternehmen, das Daten für Unternehmen und Geschäftsleute bereitstellt.
Das Unternehmen wurde 2007 als DiscoverOrg von Henry Schuck und Kirk Brown gegründet. Im 2019 erwarb das Unternehmen seinen Konkurrenten Zoom Information, Inc. und firmierte in ZoomInfo um.
Am 4. Juni 2020 wurde ZoomInfo ein börsennotiertes Unternehmen am Nasdaq Global Select Market der NASDAQ unter dem Tickersymbol „ZI“. ZoomInfo ist Teil des Aktienindex Russell 1000. Im ersten Quartal 2021 hatte das Unternehmen einen Umsatz von 153,3 Millionen Dollar. Im ersten Quartal 2023 betrug der Umsatz über 300 Millionen US-Dollar.